# Chun Doo-hwan
Đây là một tên người Triều Tiên, họ là Jeon.
Chun Doo-hwan (âm Hán-Việt: Toàn Đẩu Hoán,  18 tháng 1 năm 1931 - 23 tháng 11 năm 2021) là tướng lĩnh quân đội và chính khách người Hàn Quốc, giữ chức vụ Tổng thống Hàn Quốc từ ngày 1 tháng 9 năm 1980 đến ngày 25 tháng 2 năm 1988. Ông có bút danh là "Il-hae" (Nhật Hải, 일해, 日海). Chun Doo-hwan là một trong những nhân vật gây ra nhiều tranh cãi nhất trong lịch sử Hàn Quốc vì đã trực tiếp chỉ đạo đàn áp đẫm máu Phong trào dân chủ Gwangju năm 1980 và Phong trào dân chủ tháng 6 năm 1987.

## Cuộc sống và giáo dục ban đầu
Chun sinh ngày 18 tháng 1 năm 1931 tại Yul-Gok myeon, một thị trấn nông nghiệp nghèo ở huyện Hapcheon, tỉnh Gyeongsang Nam, Hàn Quốc. Chun Doo-hwan là con trai thứ 4 trong số 10 người con của Chun Sang-woo và Kim Jeong-mun. Hai người anh cả của Chun, Yeol-hwan và Kyuu-gon, đã chết trong một vụ tai nạn khi anh còn là một đứa trẻ sơ sinh. Chun lớn lên khi biết người anh trai còn lại của mình là Ki-hwan và em trai Kyeong-hwan.
Khoảng năm 1936, gia đình Chun chuyển đến Taikyū, nơi ông bắt đầu theo học tại trường tiểu học Horan. Cha của Chun đã từng tham gia Hiến binh Nhật trong quá khứ; vào mùa đông năm 1939, ông ta đã sát hại một đại úy cảnh sát. Gia đình họ ngay lập tức chạy trốn đến Kitsurin-shō, Mãn Châu Quốc, nơi họ ở ẩn trong hai năm trước khi trở về. Cuối cùng khi Chun bắt đầu đi học lại trường tiểu học, cậu ấy đã chậm hơn hai năm so với các bạn cùng lớp ban đầu của mình.
Năm 1947, Chun bắt đầu theo học tại trường trung cấp nghề Daegu, cách nhà anh gần 25 km. Chun chuyển đến trường trung học dạy nghề Daegu.

## Sự nghiệp quân sự
Sau khi tốt nghiệp trung học năm 1951, Chun trúng tuyển vào Học viện Quân sự Hàn Quốc (KMA). Trong khi ở đó, ông kết bạn với một số học sinh quan trọng (như Roh Tae-woo,...), những người sau này sẽ đóng vai trò công cụ giúp Chun nắm quyền kiểm soát đất nước. Ông tốt nghiệp vào tháng 2 năm 1955 với bằng Cử nhân Khoa học và quân hàm thiếu úy trong khóa 11 của KMA. Sau đó, ông được đào tạo tại Hoa Kỳ, chuyên về chiến tranh du kích và chiến tranh tâm lý, và kết hôn với Lee Soon-ja, con gái của chỉ huy KMA vào thời điểm ông tham gia, vào năm 1958.
Chun, khi đó là đại úy, đã dẫn đầu một cuộc biểu tình tại KMA để thể hiện sự ủng hộ đối với cuộc đảo chính 16 tháng 5 do Park Chung-hee lãnh đạo. Chun sau đó được làm thư ký cho chỉ huy của Hội đồng tái thiết quốc gia tối cao, đặt ông ta trực tiếp dưới quyền của Park. Chun nhanh chóng được thăng cấp thiếu tá vào năm 1962, đồng thời tiếp tục có những người bạn và người quen mạnh mẽ. Khi còn là thiếu tá, Chun là phó giám đốc hoạt động của Sở chỉ huy tác chiến đặc biệt, và sau đó làm việc cho Hội đồng tái thiết tối cao một lần nữa với tư cách là Giám đốc Nội vụ. Năm 1963, Chun được trao một vị trí trong Cục Tình báo Trung ương Hàn Quốc (KCIA) với chức vụ Giám đốc Nhân sự. Đến năm 1969, ông là cố vấn cao cấp của Tổng Tham mưu trưởng Lục quân.
Năm 1970, mang quân hàm đại tá, Chun trở thành chỉ huy trưởng Trung đoàn 29, Sư đoàn bộ binh số 9 Hàn Quốc, tham gia chiến tranh Việt Nam. Khi trở về Hàn Quốc vào năm 1971, ông được trao quyền chỉ huy Lữ đoàn Lực lượng Đặc nhiệm số 1 (Nhảy dù) và sau đó được thăng cấp hàm Chuẩn tướng. Năm 1976, ông làm Phó Chánh Văn phòng An ninh Phủ Tổng thống và được thăng quân hàm Thiếu tướng trong thời gian làm việc tại đây. Năm 1978, ông trở thành sĩ quan chỉ huy của Sư đoàn 1 Bộ binh.
Cuối cùng, năm 1979, ông được bổ nhiệm làm Tư lệnh Bộ Tư lệnh An ninh, chức vụ quân sự cao nhất của ông.

## Lên nắm quyền

### Vụ ám sát Tổng thống Park Chung-hee
Vào ngày 26 tháng 10 năm 1979, Tổng thống Hàn Quốc Park Chung-hee bị Kim Jae-kyu, Giám đốc KCIA, ám sát khi đang dự tiệc tối. Một cách bí mật, Kim đã mời Tướng Jeong Seung-hwa, Tham mưu trưởng Lục quân và Kim Jeong-seop, Phó Giám đốc KCIA, cũng ăn tối trong một căn phòng khác vào đêm đó. Mặc dù Jeong Seung-hwa không có mặt cũng như không tham gia vào vụ bắn Tổng thống, nhưng sự xuất hiện của ông sau đó đã chứng tỏ vai trò quan trọng trong vụ ám sát. Trong sự hỗn loạn sau đó, Kim Jae-kyu đã không bị bắt trong nhiều giờ, vì chi tiết của vụ việc ban đầu không rõ ràng.
Sau một số bối rối về các thủ tục hiến pháp để kế nhiệm tổng thống, chính phủ Hàn Quốc tuyên bố Thiết quân luật. Thủ tướng Choi Kyu-ha lên nắm giữ vị trí Quyền Tổng thống và Đại tướng Jeong Seung-hwa, Tham mưu trưởng Lục quân được bổ nhiệm làm Tư lệnh Thiết quân luật. Ngay sau đó, Jeong đã bổ nhiệm Ban chỉ huy an ninh của Chun để điều tra vụ ám sát bí ẩn. Chun ngay lập tức ra lệnh cho cấp dưới của mình lập kế hoạch thành lập một "Trụ sở điều tra chung" toàn năng.
Vào ngày 27 tháng 10, Chun gọi cho một cuộc họp tại văn phòng chỉ huy của mình. Được mời là bốn cá nhân chủ chốt hiện chịu trách nhiệm thu thập thông tin tình báo trên toàn quốc: Phó Giám đốc Đối ngoại KCIA, Phó Giám đốc Đối nội KCIA, Bộ trưởng Tư pháp và Cảnh sát trưởng Quốc gia. Chun đã cho từng người khám xét ở cửa trên đường vào, trước khi cho họ ngồi và thông báo cho họ về cái chết của Tổng thống. Chun tuyên bố KCIA chịu hoàn toàn trách nhiệm về vụ ám sát Tổng thống, và tổ chức của nó do đó đang bị điều tra về tội ác này. Chun tuyên bố rằng KCIA sẽ không còn được phép sử dụng ngân sách của riêng mình:
Đối với KCIA "tiếp tục toàn quyền quyết định ngân sách của họ là không thể chấp nhận được. Vì vậy, họ chỉ được phép thực thi nhiệm vụ của mình khi nhận được sự ủy quyền từ Trụ sở Điều tra Chung."— Chun Doo-hwan, Chỉ huy trưởng Bộ chỉ huy An ninh và Điều tra chung, ngày 27 tháng 10 năm 1979

Chun sau đó ra lệnh gửi tất cả các báo cáo tình báo đến văn phòng của ông lúc 8 giờ sáng và 5 giờ chiều hàng ngày, để ông có thể quyết định thông tin nào sẽ đưa ra chỉ huy cao hơn. Trong một động thái, Chun đã nắm quyền kiểm soát toàn bộ các tổ chức tình báo của quốc gia. Chun sau đó giao Phó Giám đốc Đối ngoại của KCIA phụ trách điều hành các hoạt động hàng ngày của KCIA.
Thiếu tá Park Jun-kwang, làm việc dưới quyền Chun vào thời điểm đó, sau đó đã nhận xét:
Trước những tổ chức quyền lực nhất dưới thời tổng thống Park Chung-hee, tôi ngạc nhiên về việc [Chun] giành được quyền kiểm soát chúng dễ dàng như thế nào và ông ấy đã tận dụng hoàn cảnh một cách khéo léo như thế nào. Trong khoảnh khắc, ông ta dường như đã trở thành một người khổng lồ.— Park Jun-kwang, được giao nhiệm vụ Chỉ huy An ninh và Trụ sở Điều tra Chung

Trong quá trình điều tra và lo lắng cho phúc lợi của gia đình Tổng thống Park, Chun đã đích thân đưa tiền (500.000 đô la Mỹ) từ quỹ tài trợ của Park cho Park Geun-hye (con gái Tổng thống Park Chung-hee), lúc đó mới 27 tuổi. Tướng Jeong đã khiển trách ông về điều này.

### Đảo chính 12 tháng 12
Trong những tháng tiếp theo, Chun cùng với Roh Tae-woo và phe cánh tiếp tục lợi dụng tình hình chính trị bất ổn để phát triển sức mạnh cá nhân, lôi kéo các chỉ huy chủ chốt và kiểm soát các tổ chức thu thập thông tin tình báo quốc gia. 
Trước quyền lực ngày càng tăng của nhóm Chun Doo-hwan, Đại tướng Jeong Seung-hwa (Tham mưu trưởng Quân đội kiêm Tư lệnh Thiết quân luật) tiến hành các biện pháp nhằm hạn chế quyền lực của Chun và phe cánh. 
Ngày 19 tháng 11 năm 1979, Tham mưu trưởng Jeong bổ nhiệm Thiếu tướng Jang Tae-wan, một viên tướng "không có tham vọng chính trị"  và không thuộc phe cánh của Chun làm Tư lệnh Bộ chỉ huy đồn trú Thủ đô (nay là Bộ Tư lệnh Phòng vệ Thủ đô), làm nhiệm vụ bảo vệ Seoul. 
Ngày 9 tháng 12 năm 1979, trong một buổi nói chuyện tại sân golf với Bộ trưởng Quốc phòng Noh Jae-hyun, Tướng Jeong đề xuất chuyển Chun từ Bộ Tư lệnh An Ninh sang làm Tư lệnh Phòng thủ Bờ Đông. Tuy nhiên, Bộ trưởng Quốc phòng đã yêu cầu trì hoãn lệnh này với lý do phiên xử Kim Jae-kyu đang diễn ra, việc điều chuyển người phụ trách có thể khơi dậy sự nghi ngờ của dư luận. 
Ngày 12 tháng 12 năm 1979, Chun ra lệnh bắt giữ Tham mưu trưởng Quân đội Jeong Seung-hwa với cáo buộc âm mưu cùng Kim Jae-kyu ám sát Tổng thống Park. Lệnh này được đưa ra mà không có sự cho phép của Tổng thống Choi Kyu-hah và Bộ trưởng Quốc phòng.

Vào đêm bắt được Jeong, Trung đoàn 29 - Sư đoàn 9 Bộ binh cùng với Lữ đoàn dù số 1 và số 3 tiến vào trung tâm thành phố Seoul để hỗ trợ Cụm an ninh số 30 và 33 trung thành với Chun, sau đó hàng loạt xung đột nổ ra ở thủ đô. Thiếu tướng Jang Tae-wan (Tư lệnh Bộ chỉ huy đồn trú Thủ đô), Tướng Chon Ju Won (Chánh văn phòng Tổng hành dinh), Tổng thanh tra Quân cảnh Kim Jin-Ki và Tướng Jeong Byeong-ju (Chỉ huy Lực lượng đặc biệt) cũng bị quân nổi dậy bắt giữ. Thiếu tá Kim Oh-rang, trợ lý của Tướng Jeong Byeong-ju, đã thiệt mạng trong cuộc đấu súng. 
"Lũ phản loạn chết tiệt ! Hãy cứ ở yên đấy và đừng đi đâu cả ! Tôi sẽ lái xe tăng đến ngay bây giờ và nghiền nát đầu các người !"    

–– Tướng Jang Tae-wan, Tư lệnh Bộ chỉ huy đồn trú Thủ đô phản hồi lại phiến quân. 
Đến sáng hôm sau, Trụ sở Bộ Quốc phòng và Tổng hành dinh Quân đội Hàn Quốc đều đã bị chiếm đóng. Chun và các chiến hữu tốt nghiệp khóa 11 của Học viện Quân sự Hàn Quốc, như Thiếu tướng Roh Tae-woo (Tư lệnh Sư đoàn 9 Bộ binh), Thiếu tướng Jeong Ho-yong,... kiểm soát toàn bộ Quân đội Hàn Quốc. Tổng thống Choi bị buộc phải ký lệnh bắt giữ Tham mưu trưởng Jeong.
“’... Có vẻ như mọi chuyện đã kết thúc. Tốt hơn hết hãy về văn phòng và chuẩn bị cho hậu quả.” Đó là những gì thư ký trưởng của tôi đã khuyên. Bằng trực giác, tôi biết rằng Bộ Tư lệnh đồn trú Thủ đô không còn nằm dưới sự kiểm soát của tôi nữa, và quân đội của tôi không còn nằm dưới sự chỉ huy của tôi nữa. Chỉ sau 24 ngày chỉ huy, bây giờ tôi nhận ra rằng ngay từ đầu tôi chưa bao giờ có bất kỳ đội quân nào dưới quyền chỉ huy của mình. Theo lời khuyên của trưởng thư ký, tôi về văn phòng của mình. Đó là ngày 13 tháng 12, 01:31 sáng.”

–– Tướng Jang Tae-wan viết trong hồi ký.
Chun nắm quyền kiểm soát quân đội và là nhà lãnh đạo trên thực tế của đất nước. Đầu năm 1980, Chun được thăng quân hàm trung tướng, đảm nhiệm chức vụ quyền giám đốc KCIA. Vào ngày 14 tháng 4 năm 1980, Chun chính thức được bổ nhiệm làm giám đốc KCIA.
Cuộc đảo chính ngày 12 tháng 12 và cuộc đảo chính ngày 17 tháng 5 sau đó là bắt đầu cho sự sụp đổ của nền Cộng hòa thứ tư của Hàn Quốc. Cuộc đảo chính, cùng với Cuộc nổi dậy Gwangju là nguyên nhân chính dẫn đến việc Chun bị chính quyền Kim Young-sam bắt giữ năm 1995.

### Đảo chính 17 tháng 5
Ngày 17 tháng 5 năm 1980, tướng Chun Doo-hwan buộc Nội các phải mở rộng Thiết quân luật trên toàn quốc, điều mà trước đây chưa áp dụng đối với vùng đảo Jeju.   
Lệnh thiết quân luật mở rộng đã đóng cửa các trường đại học, cấm các hoạt động chính trị và hạn chế báo chí hơn nữa. Để thực thi tình trạng Thiết quân luật, quân đội đã được điều động đến nhiều vùng trên toàn quốc. Cùng ngày, Cơ quan Tình báo Trung ương Hàn Quốc (KCIA) đã đột kích vào một hội nghị quốc gia gồm các lãnh đạo hội sinh viên từ 55 trường đại học. Khoảng 2.700 người, trong đó có 26 chính trị gia, cũng bị bắt. 
Vào ngày 18 tháng 5 năm 1980, người dân Gwangju nổi dậy chống lại chế độ độc tài quân sự của Chun Doo-hwan và nắm quyền kiểm soát thành phố. Trong quá trình nổi dậy, người dân đã cầm vũ khí để tự vệ nhưng cuối cùng lại bị quân đội đè bẹp. 
Ngày 20 tháng 5 năm 1980, Chun Doo-hwan và Roh Tae-woo ra lệnh giải tán Quốc hội bằng cách triển khai quân đội trong Quốc hội. Chun sau đó đã thành lập Ủy ban Chính sách Khẩn cấp Quốc phòng và tự mình trở thành thành viên.  
Ngày 17 tháng 7 năm 1980, Chun từ chức giám đốc KCIA và sau đó chỉ giữ chức vụ thành viên ủy ban. 
Vào tháng 8 năm 1980, Tổng thống Choi Kyu-hah buộc phải từ chức. 

### Phong trào dân chủ Gwangju
Vào ngày 17 tháng 5 năm 1980, Chun mở rộng thiết quân luật trên toàn quốc do có tin đồn về việc Triều Tiên xâm nhập vào Hàn Quốc. Để thực thi thiết quân luật, quân đội đã được điều động đến nhiều vùng khác nhau của đất nước. KCIA đã thao túng những tin đồn này dưới sự chỉ huy của Chun. Tướng John A. Wickham (Lực lượng vũ trang Hoa Kỳ tại Hàn Quốc) báo cáo rằng đánh giá bi quan của Chun về tình hình trong nước và sự căng thẳng của ông về mối đe dọa từ Triều Tiên dường như chỉ là cái cớ để chuyển đến Nhà Xanh (nơi ở của tổng thống Hàn Quốc). Việc mở rộng thiết quân luật đã đóng cửa các trường đại học, cấm các hoạt động chính trị và hạn chế hơn nữa báo chí. Sự kiện ngày 17 tháng 5 có nghĩa là sự khởi đầu của một chế độ độc tài quân sự khác.
Nhiều người dân thị trấn ngày càng không hài lòng với sự hiện diện của quân đội trong thành phố của họ, và vào ngày 18 tháng 5, công dân của Gwangju đã nổi dậy, tổ chức Phong trào Dân chủ hóa Gwangju. Chun đã ra lệnh trấn áp ngay lập tức, điều quân đội có xe tăng và trực thăng vũ trang đến để chiếm lại Tòa thị chính và ra lệnh cho quân đội tập trung toàn lực. Điều này dẫn đến một cuộc thảm sát đẫm máu trong hai ngày tiếp theo, cuối cùng dẫn đến sự sụp đổ của Phong trào Dân chủ hóa Gwangju và cái chết của ít nhất 200 nhà hoạt động Gwangju. Vì vậy, ông được nhiều người, đặc biệt là các sinh viên gọi là "Người đồ tể của Gwangju".

### Con đường lên chức tổng thống
Vào tháng 6 năm 1980, Chun ra lệnh giải tán Quốc hội. Sau đó, ông thành lập Ủy ban Đặc biệt về Các biện pháp An ninh Quốc gia (SCNSM), một tổ chức giống như quân đội, và tự nhận mình làm thành viên. Vào ngày 17 tháng 7, ông từ chức Giám đốc KCIA và sau đó chỉ giữ chức vụ thành viên ủy ban.
Vào ngày 5 tháng 8, với toàn quyền kiểm soát quân đội, ông đã thăng cấp hiệu quả cho mình lên Tướng bốn sao và vào ngày 22 tháng 8, ông được giải ngũ về quân đội dự bị.

## Tổng thống (1980-1987)

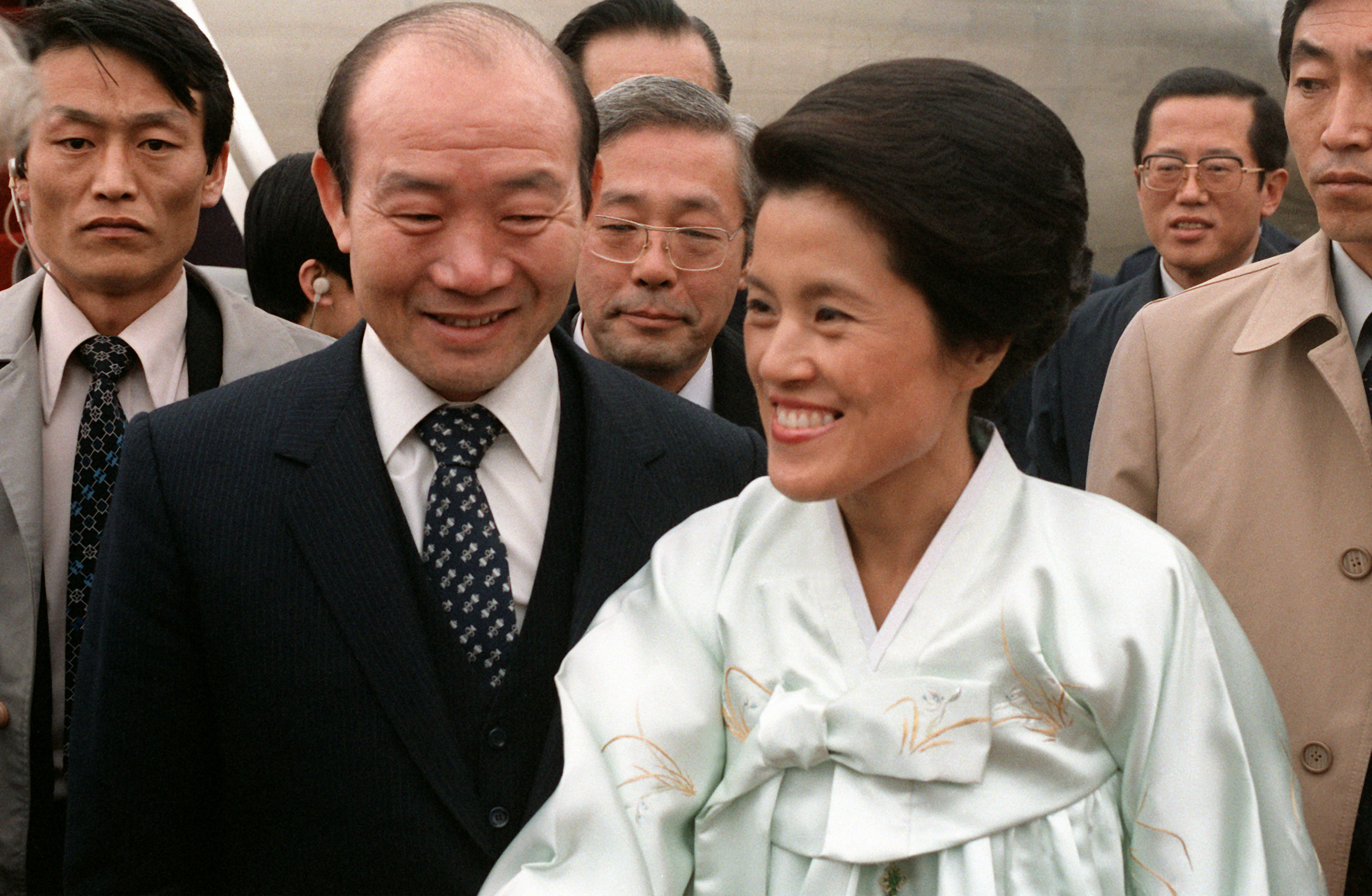
Tổng thống Chun và phu nhân Lee Soon-ja chuẩn bị khởi hành sau chuyến thăm Washington D.C. năm 1981.

### Chính sách
Vào tháng 8 năm 1980, Choi Kyu-hah, người từ lâu đã trở thành một người bù nhìn, tuyên bố rằng ông sẽ từ chức tổng thống. Vào ngày 27 tháng 8, Hội nghị Thống nhất Quốc gia, cử tri đoàn của quốc gia, đã tập trung tại Nhà thi đấu Jangchung. Chun là ứng cử viên duy nhất. Trong số 2525 thành viên, 2524 đã bỏ phiếu cho Chun với 1 phiếu được coi là không hợp lệ, do đó với tỷ lệ 99,99% ủng hộ (vào thời điểm đó, nhiều người suy đoán rằng 1 phiếu không hợp lệ được cố tình gian lận để phân biệt Chun với Kim Nhật Thành của Triều Tiên, người thường xuyên tuyên bố ủng hộ 100% trong các cuộc bầu cử của Triều Tiên). Ông chính thức nhậm chức vào ngày 1 tháng 9 năm 1980.
Vào ngày 17 tháng 10, ông đã bãi bỏ tất cả các đảng phái chính trị - bao gồm cả Đảng Cộng hòa Dân chủ của Park, về cơ bản đã cai trị đất nước như một nhà nước độc đảng kể từ khi Hiến pháp Yushin được áp dụng. Vào tháng 11, ông đã thực hiện Chính sách Sáp nhập và Hủy bỏ Báo chí. Vào tháng 1 năm 1981, Chun thành lập đảng của riêng mình, Đảng Công lý Dân chủ; tuy nhiên, đối với tất cả các ý định và mục đích, đó là Đảng Cộng hòa Dân chủ của Park Chung-hee dưới một cái tên khác. Ngay sau đó, một hiến pháp mới được ban hành, mặc dù ít độc đoán hơn nhiều so với Hiến pháp Yusin của Park, nhưng vẫn trao quyền lực khá rộng rãi cho tổng thống.
Sau đó, ông được Hội nghị Quốc gia bầu lại làm tổng thống vào tháng Hai năm đó, chiếm 90% phiếu bầu của các đại biểu chống lại ba ứng cử viên nhỏ. Tuy nhiên, cuộc bầu cử của Chun là một kết luận bị bỏ qua sau khi DJP giành được đa số ghế tại cuộc bầu cử Hội nghị Quốc gia hai tuần trước đó, với số ghế gấp ba lần đảng độc lập và gấp chín lần số ghế của Đảng Dân chủ Hàn Quốc đối lập.

### Giác thư tên lửa

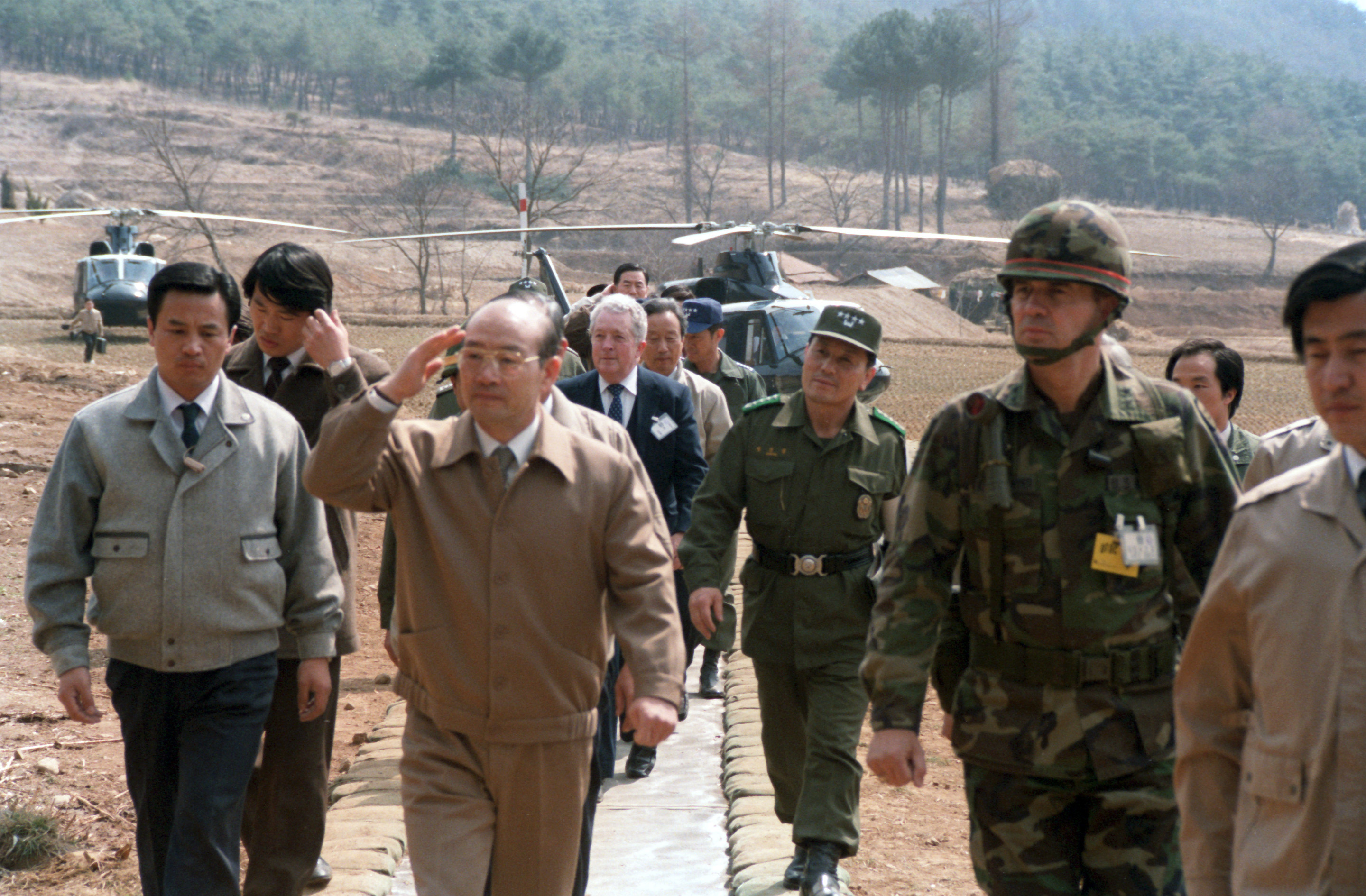
Chun với Thiếu tướng Hoa Kỳ Claude M. Kicklighter vào tháng 3 năm 1985

Năm 1980, trong bối cảnh căng thẳng gia tăng với Hoa Kỳ về việc tiếp quản quân đội của mình, Tổng thống Chun đã ban hành một bản ghi nhớ nêu rõ rằng đất nước của ông sẽ không phát triển tên lửa có tầm bắn xa hơn 180 km hoặc có khả năng mang đầu đạn nặng hơn 453 kg. Sau khi nhận được lời hứa này, chính quyền Reagan đã quyết định công nhận hoàn toàn chính quyền quân sự của Chun.
Vào cuối những năm 1990, Hàn Quốc và Mỹ đã tổ chức các cuộc đàm phán về vấn đề này và thay vì hủy bỏ hoàn toàn bản ghi nhớ, họ đã đi đến một thỏa thuận cho phép tên lửa có tầm bắn lên đến 300 km và khả năng mang đầu đạn nặng 500 kg. Thỏa hiệp này có hiệu lực vào năm 2001 với tên gọi Chế độ Kiểm soát Công nghệ Tên lửa.

#### Xóa bỏ ảnh hưởng chính trị của Park Chung-hee
Sau cuộc bầu cử năm 1981, Chun hoàn toàn bác bỏ chức vụ tổng thống của Park, thậm chí còn đi xa đến mức loại bỏ mọi đề cập đến đảo chính quân sự năm 1961 của Park khỏi hiến pháp. Chun tuyên bố sẽ khôi phục lại công lý cho chính phủ để xóa bỏ gian lận và tham nhũng trong nhiệm kỳ của Park.

#### Cải cách chính trị
Sau khi nhậm chức, Chun đã hạn chế việc dạy thêm ngoài trường học và cấm việc dạy thêm hoặc dạy kèm cá nhân. Vào tháng 9 năm 1980, Chun bãi bỏ luật "tội liên kết". Năm 1981, Chun ban hành luật "Chăm sóc và Giám hộ"; Chun tin rằng những tội phạm mãn hạn tù vì tái phạm sẽ không được đưa trở lại xã hội ngay lập tức. Vào mùa đông năm 1984, trước khi tuyên bố tạm dừng hoạt động kinh tế Hàn Quốc, Chun đã đến thăm Nhật Bản và yêu cầu một khoản vay trị giá 6 tỷ USD. Với cuộc đảo chính quân sự lên nắm quyền và đè bẹp các phong trào dân chủ hóa trên toàn quốc, các yêu cầu chính trị của người dân đã bị phớt lờ, và theo cách này, Chính sách 3S (Sex, S' màn hình,Sport) đã được thông qua. Dựa trên đề xuất của nhà hoạt động cánh hữu Nhật Bản Sejima Ryuzo, Chun đã cố gắng kêu gọi người dân nhằm đảm bảo sự thành công của việc chuẩn bị Thế vận hội Seoul 1988. Chun nhanh chóng ban hành nhiều biện pháp khác nhau để đạt được mục tiêu này, thành lập bóng chày và các giải bóng đá chuyên nghiệp, bắt đầu phát sóng truyền hình màu trên toàn quốc, giảm bớt kiểm duyệt đối với các bộ phim truyền hình và phim khiêu dâm, quy định đồng phục học sinh là tự nguyện, và kể từ đó trở đi. Năm 1981, Chun tổ chức một lễ hội quy mô lớn mang tên "Làn gió Hàn Quốc '81 [Kukpung81]", nhưng phần lớn người dân phớt lờ nó.

### Chính sách ngoại giao

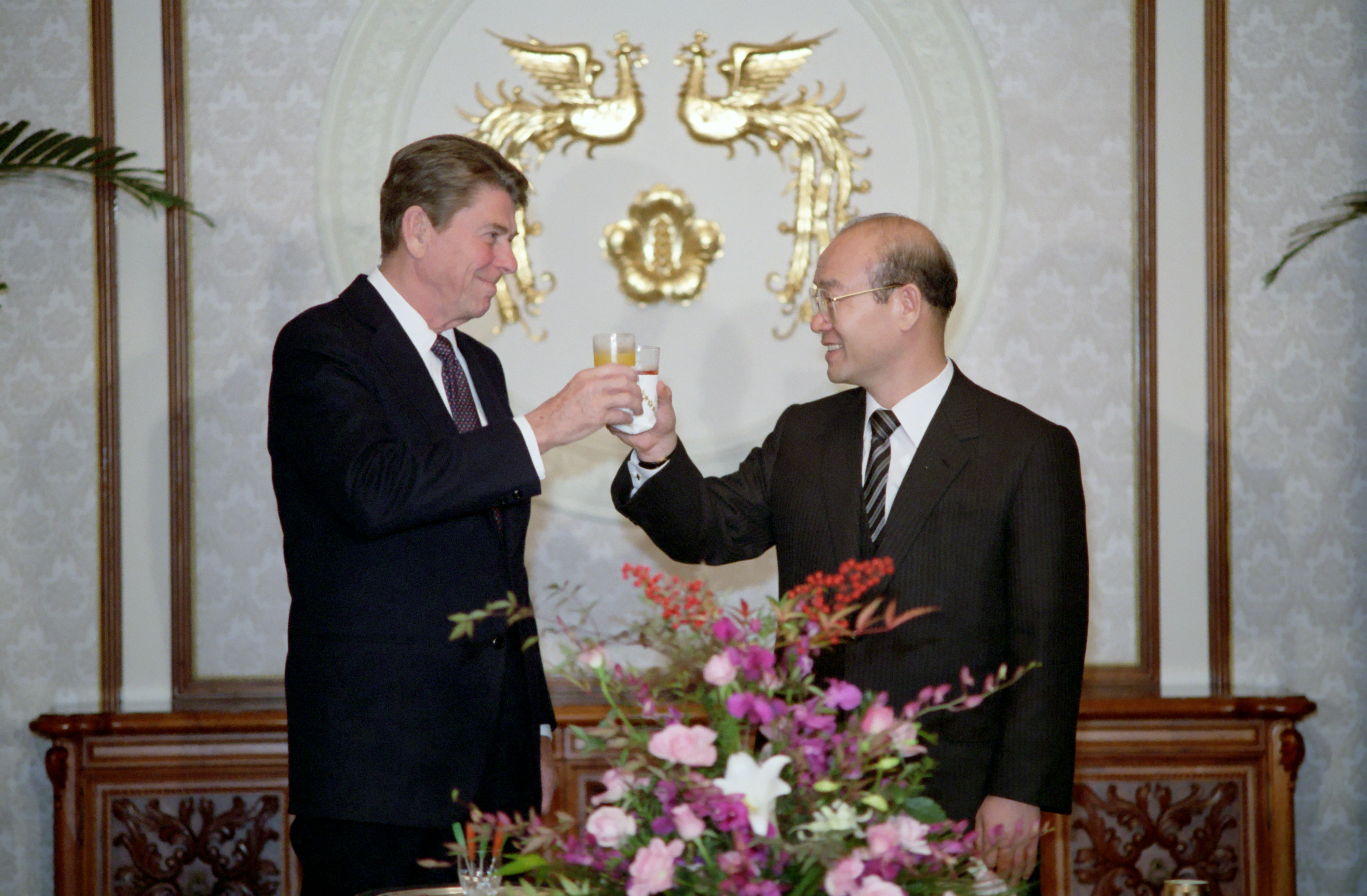
Chun và Tổng thống Hoa Kỳ Ronald Reagan ở Seoul vào tháng 11 năm 1983

Nhiệm kỳ tổng thống của Chun xảy ra trong Chiến tranh Lạnh, và các chính sách đối ngoại của ông dựa trên việc chống lại chủ nghĩa cộng sản từ Bắc Triều Tiên và Liên Xô.
Hoa Kỳ gây áp lực buộc chính phủ Hàn Quốc phải từ bỏ kế hoạch phát triển vũ khí hạt nhân.
Báo chí Nhật Bản đưa tin rộng rãi rằng Chun là nhà lãnh đạo "trên thực tế" của đất nước nhiều tháng trước khi ông có bất kỳ động thái nào để trở thành tổng thống.
Năm 1982, Chun công bố "Chương trình Thống nhất Dân chủ Hòa hợp Nhân dân Triều Tiên", nhưng do bị Triều Tiên nhiều lần từ chối nên chương trình đã không thể bắt đầu.
Cũng từ năm 1986 đến năm 1988, ông và Tổng thống Corazon Aquino của Philippines đã thiết lập các cuộc đàm phán giữa hai nước nhằm tăng cường tình hữu nghị kinh tế, xã hội và văn hóa Philippines-Hàn Quốc.

## Chấm dứt thời kỳ Đệ Ngũ Cộng hoà

### Noh Shin-young
Ngay từ khi bắt đầu nhiệm kỳ tổng thống của mình, Chun đã bắt đầu chuẩn bị Noh Shin-yeong làm người kế vị thật sự của mình. Năm 1980, khi đang làm đại sứ tại Văn phòng Đại diện Geneva, Noh Shin-yeong được triệu hồi về làm Bộ trưởng Bộ Ngoại giao. Năm 1982, ông được bổ nhiệm làm Giám đốc Cục Kế hoạch An ninh, và năm 1985, ông được bổ nhiệm làm Thủ tướng.
Khi điều đó được biết đến rộng rãi, những người ủng hộ chế độ của Chun đã chỉ trích gay gắt việc lựa chọn người kế vị của ông. Những người ủng hộ ông, hầu hết là những người có nền tảng quân sự dày dặn, tin rằng cách thích hợp để chuẩn bị cho người kế vị là thực hiện nghĩa vụ quân sự chứ không phải chức vụ chính trị. Chun cuối cùng đã bị thuyết phục để đảo ngược vị trí của mình và ngừng thúc đẩy Noh Shin-yeong kế vị mình. Mà thay vào đó, ông đã chọn người bạn thân của mình là cựu Đại tướng Quân đội Roh Tae-woo làm người kế nhiệm.

### Dân chủ hóa
Hiến pháp năm 1981 giới hạn tổng thống chỉ có một nhiệm kỳ bảy năm. Không giống như những người tiền nhiệm, Chun không thể sửa đổi văn bản để tái tranh cử vào năm 1987. Hiến pháp tuyên bố rõ ràng rằng bất kỳ sửa đổi nào kéo dài nhiệm kỳ của tổng thống sẽ không áp dụng cho người đương nhiệm, do đó tước bỏ mọi nỗ lực nhằm kéo dài nhiệm kỳ của Chun mà không áp dụng một chính sách mới. cấu tạo. Tuy nhiên, ông luôn từ chối những lời cầu xin mở cửa chế độ.
Vào ngày 13 tháng 4 năm 1987, Chun có bài phát biểu "Bảo vệ Hiến pháp Ngày 13 tháng 4". Ông tuyên bố rằng ứng cử viên DJP cho chức tổng thống sẽ là một trong những người ủng hộ quân sự của ông, và người kế nhiệm ông sẽ được chọn trong một cuộc bầu cử gián tiếp tương tự như cuộc bầu cử đã bầu Chun bảy năm trước đó. Thông báo đó đã khiến cộng đồng dân chủ hóa phẫn nộ và cùng với một số vụ bê bối từ chính phủ Chun năm đó, những người biểu tình lại bắt đầu phong trào, bắt đầu bằng bài phát biểu tại Nhà thờ Anh giáo ở Seoul.
Hai tháng sau, ông tuyên bố Roh Tae-woo là ứng cử viên của Đảng Công lý Dân chủ cho chức tổng thống, điều này, xét về mọi mặt, đã trao cho Roh chức tổng thống một cách hiệu quả. Thông báo này đã kích hoạt Phong trào Dân chủ Tháng Sáu, một loạt các cuộc biểu tình ủng hộ dân chủ lớn trên khắp đất nước. Với hy vọng giành được quyền kiểm soát tình hình đang nhanh chóng vượt quá tầm kiểm soát, Roh đã có bài phát biểu hứa hẹn về một hiến pháp dân chủ hơn nhiều và cuộc bầu cử tổng thống trực tiếp đầu tiên sau 16 năm. Vào ngày 10 tháng 7 năm 1987, Chun từ chức người đứng đầu Đảng Công lý Dân chủ, vẫn giữ chức Chủ tịch danh dự nhưng giao quyền lãnh đạo chính thức cho chiến dịch sắp tới cho Roh.

## Nghỉ hưu

### Kim Young-sam
Sau khi Kim Young-sam nhậm chức Tổng thống vào năm 1993, Kim tuyên bố rằng Chun Doo-hwan và Roh Tae-woo đã đánh cắp 400 tỷ won (gần 370 triệu USD) từ người dân Hàn Quốc và ông sẽ tiến hành các cuộc điều tra nội bộ để chứng minh điều này. Đã có những cáo buộc rằng Kim đã làm điều này để thu hút sự chú ý khỏi sự tham nhũng của chính mình.

### Tịch thu tác phẩm nghệ thuật
Vì số tiền phạt chưa trả của Chun lên tới 167.2 tỉ ₩, một nhóm gồm 90 công tố viên, nhân viên thu thuế và các nhà điều tra khác đã đột kích đồng thời nhiều địa điểm vào tháng 7 năm 2013, bao gồm nơi ở của Chun cũng như nhà và văn phòng của các thành viên gia đình anh ta. Đoạn phim truyền hình cho thấy họ đang mang đi những bức tranh, đồ sứ và những đồ tạo tác đắt tiền. Trong số các tài sản bị khám xét có hai nhà kho thuộc sở hữu của nhà xuất bản Chun Jae-guk, con trai cả của Chun, nơi chứa hơn 350 tác phẩm nghệ thuật của các nghệ sĩ nổi tiếng Hàn Quốc, một số ước tính có giá trị 1 tỷ  won.
Quốc hội đã thông qua dự luật có tên là Đạo luật Chun Doo-hwan, mở rộng thời hiệu về việc tịch thu tài sản từ các quan chức không nộp phạt. Theo luật cũ, các công tố viên chỉ có thời hạn đến tháng 10 năm 2013, nhưng luật mới kéo dài thời hiệu đối với vụ án của Chun đến năm 2020 và cho phép các công tố viên truy thu tiền từ các thành viên gia đình anh ta nếu chứng minh được rằng bất kỳ tài sản nào của họ có nguồn gốc bất hợp pháp của Chun.

### Xét xử tội phỉ báng và các vấn đề sức khoẻ
Vào tháng 3 năm 2020, Chun xuất hiện trong một phiên tòa xét xử tội phỉ báng ở Gwangju về cuốn hồi ký gây tranh cãi của mình, trong đó ông bị cáo buộc phỉ báng các nạn nhân của cuộc đàn áp năm 1980 của mình. Chun đã bác bỏ lời khai của cố linh mục hoạt động, Cho Chul-hyun, và gọi ông là "Satan đeo mặt nạ" trong hồi ký của mình. Vị linh mục được cho là đã chứng kiến quân đội bắn vào các công dân từ trực thăng trong chiến dịch trấn áp. Vào ngày 30 tháng 11 năm 2020, Chun bị kết tội phỉ báng Cho Chul-hyun và bị kết án 8 tháng tù giam, 2 năm tù treo.
Chun đã tiếp tục kháng cáo bản án nhưng không đến được phiên tòa phúc thẩm lần thứ nhất và thứ hai diễn ra vào ngày 10 tháng 5 và ngày 14 tháng 6 năm 2021. và yếu đuối. Chun rời phòng xử án chỉ 25 phút sau phiên xử do khó thở. Ông đã trả lời một số câu hỏi của thẩm phán với sự giúp đỡ của vợ mình và được nhìn thấy ngủ gật. Một bản tin Yonhap vào ngày 21 tháng 8 cho biết Chun được chẩn đoán mắc bệnh đau tủy.

## Qua đời và tang lễ
Chun Doo-hwan qua đời tại nhà riêng ở Yeonhui-dong, Seoul vào ngày 23 tháng 11 năm 2021 do biến chứng của bệnh đa u tủy. Ông qua đời chỉ đúng một tháng sau cái chết của người kế nhiệm Roh Tae-woo.
Vì Chun Doo-hwan chưa bao giờ xin lỗi toàn thể người dân thành phố Gwangju về vai trò quan trọng của ông trong vụ thảm sát tại thành phố này vào năm 1980 và cả những tội ác mà ông đã gây ra trong quá khứ nên tang lễ của ông sẽ không được tổ chức theo nghi thức quốc tang. Tổng thống Moon Jae-in cũng chỉ gửi lời chia buồn ngắn gọn đến gia quyến của ông Chun Doo-hwan, nhưng không gửi vòng hoa đến cho họ. Chính giới Hàn Quốc, bao gồm cả đảng cầm quyền và đối lập, đều tỏ ra lãnh đạm trước sự ra đi của Chun Doo-hwan, đồng loạt từ chối gửi lời chia buồn chính thức và tuyên bố sẽ không tới dự lễ tang. Tang lễ của Chun Doo-hwan sẽ được gia đình ông tiến hành tại nhà riêng của ông và sẽ không có sự tham gia của nhiều người, kể cả giới lãnh đạo đất nước.
Thi thể của Chun Doo-hwan được đưa đến Bệnh viện Seoul's Severance, nơi ông được hỏa táng trước khi chôn cất. Theo luật, Chun Doo-hwan không đủ điều kiện để chôn cất tại nghĩa trang quốc gia Seoul vì tiền án tiền sử trong quá khứ của ông. Theo người vợ góa Lee Soon-ja, Chun Doo-hwan đã từng yêu cầu gia đình giảm thiểu quy trình tang lễ, không bao giờ làm lăng mộ cho ông, và rải tro cốt của ông ở những khu vực nhìn ra lãnh thổ miền Bắc Triều Tiên.
Vào ngày 23 tháng 11 năm 2021, trong một cuộc họp báo, người phát ngôn Bộ Ngoại giao Trung Quốc Triệu Lập Kiên đã gửi lời chia buồn ngắn gọn tới gia đình ông Chun Doo-hwan, nêu rõ 'các cuộc trao đổi ngắn với các bên liên quan' mà ông đã thực hiện sau khi thiết lập quan hệ ngoại giao giữa Trung Quốc và Hàn Quốc.
Vào ngày 27 tháng 11 năm 2021, trong lễ tang của Chun Doo-hwan, Lee Soon-ja đã đưa ra lời xin lỗi ngắn gọn về "nỗi đau và vết sẹo" do chế độ tàn bạo của chồng mình gây ra. Lời xin lỗi của bà lại không đề cập đến vai trò của chồng bà trong  cuộc đàn áp Dân chủ ngày 18 tháng 5 ở Gwangju. Do đó, các nhóm công dân liên quan đến phong trào, bao gồm cả những người thân của tang quyến, đã chỉ trích lời xin lỗi của bà là mơ hồ và không đầy đủ, và nói rằng họ sẽ không chấp nhận lời xin lỗi.